# یواس‌اس ویلدرنس (۱۸۶۴)
یواس‌اس ویلدرنس (۱۸۶۴) (به انگلیسی: USS Wilderness (1864)) یک کشتی بخار چوبی که چرخ های محرک آن در دو طرف آن قرار داشت و طول آن ۱۳۷ فوت (۴۲ متر) بود. این کشتی در سال ۱۸۶۴ ساخته شد. و در جنگهای داخلی آمریکا جنگ داخلی آمریکا از آن استفاده شد . در سال ۱۸۷۳ میلادی نام آن را به جان آدامز دیکس John A. Dix دبیر خزانه داری سابق آمریکا تغییر دادند .